# Matematická lingvistika
Matematická lingvistika je specializovaný vědní obor na pomezí matematiky, lingvistiky a informatiky.
Matematická lingvistika zahrnuje tři dílčí disciplíny. Jsou to:
1. lingvistika kvantitativní
2. lingvistika algebraická
3. lingvistika počítačová

## Kvantitativní lingvistika
Používá kvantitativní statistické metody ke studiu jazyka. Zkoumá četnost výskytu jazykových jednotek (slovních tvarů, lexémů, morfémů, fonémů, slovních druhů atd.). Jedním z možných výstupů jsou frekvenční slovníky.

## Algebraická (formální) lingvistika
Hledá způsoby, jak popsat jazykový systém formálním a matematicky přesným způsobem. Zahrnuje různé teorie matematických modelů jazyka. Používá metody algebraické a logické.

## Počítačová (komputační) lingvistika
Využívá poznatky kvantitativní i algebraické lingvistiky, jakož i umělé inteligence a strojového učení ke konstrukci algoritmů počítačového zpracování přirozeného jazyka. Nejznámějšími aplikacemi jsou strojový překlad nebo dobývání informací (např. z textu), patří sem však i korektory gramatiky a pravopisu, chytré elektronické slovníky atd.
Obtížně zařaditelným podoborem je korpusová lingvistika. Zabývá se tvorbou jazykových korpusů, tedy rozsáhlých elektronicky čitelných textových nebo mluvených dat, která se dále využívají při strojovém učení algoritmů počítačové lingvistiky, jako datová základna pro kvantitativní lingvistiku, ale i pro většinu ostatních oborů lingvistiky jako soubor reálných jazykových příkladů, na nichž lze ověřovat užití slov a formulace gramatických pravidel.